# Филиппов, Михаил Михайлович (учёный)
Михаи́л Миха́йлович Фили́ппов (30 июня (12 июля) 1858, село Осокино, Звенигородский уезд, Киевская губерния — 12 июня 1903, Санкт-Петербург) — русский писатель, философ, журналист, физик, химик, историк, экономист и математик, популяризатор науки и энциклопедист. Основатель, издатель и редактор журнала «Научное обозрение». Член Санкт-Петербургского математического общества.

## Биография
Михаил Филиппов родился в селе Осокино (ныне Окнино Катеринопольского района Черкасской области) в семье юриста и писателя М. А. Филиппова. Имение принадлежало его деду по матери Лаврентию Васильковскому, родословная которого велась от гетмана Богдана Хмельницкого.
Подростком Михаил изучил французский, немецкий и английский языки, а готовясь к поступлению в университет, выучил латинский и греческий языки. Окончил Первую Киевскую гимназию. В 1877—1878 годах учился на физико-математическом факультете Новороссийского университета в Одессе (отчислен за неуплату). В 1878—1880 годах учился на естественном отделении физико-математического факультета Петербургского университета (с освобождением от внесения платы). В 1881—1882 годах вновь в Новороссийском университете, но опять отчислен за неуплату. В 1883—1884 годах восстановлен на третьем курсе физико-математического факультета Петербургского университета (не окончил по болезни). В 1890—1892 годах слушал лекции во Франции и Германии. В 1892 году получил степень доктора «натуральной философии» в Гейдельбергском университете (тема диссертации — «Инварианты линейных однородных дифференциальных уравнений»). Стажировался у Бертло и Мейера.
В 1881 году начал сотрудничать в журналах, опубликовав ряд литературно-критических, экономических и философских статей. В 1884 году принял участие в редактировании «Века» который, однако, вскоре прекратился. В 1885—87 году печатался в «Русском богатстве», где опубликовал, между прочими, статьи «Литературная деятельность Н. К. Михайловского» и «Посмертный труд Карла Маркса»; в первой статье он выступил сторонником объективного метода в социологии, во второй дал подробный разбор второго тома «Капитала».  В 1887—1888 году принимал участие в журнале «Дело», где вел «Политическую хронику». В 1889 году стал фактическим редактором «Славянских известий», органа Санкт-Петербургского славянского благотворительного общества. Вскоре он, однако, разошелся с некоторыми из деятелей Славянского общества, вышел из состава редакции и стал писать в газете «День» И. В. Скворцова. Филиппов был основателем, издателем и редактором журнала «Научное обозрение», издававшегося с 1894 года и прекратившимся с его смертью. 
В 1895—1897 гг. Филиппов издал труд «Философия действительности», где с материалистических позиций оценил основные этапы развития европейской философии. В очерках «Судьбы русской философии» (опубликованы в 1898 году в журнале «Русское богатство») Филиппов выделил две тенденции в истории русской мысли, которые были связаны с влиянием английского эмпиризма и немецкого идеализма. Он резко критически оценивал религиозно-философское направление Владимира Соловьёва. В 1903 году он в статье «Новый идеализм» подверг критике сборник «Проблемы идеализма».
Филиппов придерживался левых, марксистских взглядов, в связи с чем находился под полицейским надзором в 1901 году, высылался в Териоки (1901—1902 гг.). 
Умер при невыясненных обстоятельствах в Петербурге: 12 июня 1903 года Филиппова нашли мёртвым в его собственной домашней лаборатории на 5 этаже дома по ул. Жуковского, 37 (принадлежавшего вдове Салтыкова-Щедрина, Елизавете). Официальная версия — апоплексический удар.
В БСЭ написано: «Трагически погиб в своей лаборатории во время опытов со взрывчатыми веществами».
Документы и приборы Филиппова были изъяты и считаются утраченными.
Похоронен на Литераторских мостках.

### Литературная деятельность
В 1889 году Филиппов написал и издал исторический роман «Осаждённый Севастополь», отмеченный сочувственным отзывом севастопольского ветерана Льва Толстого:

«Роман даёт совершенно ясное и полное представление не только о Севастопольской осаде, но и о всей войне и причинах её».
В соавторстве с проживавшим в Петербурге хорватским историком Марко Дошеном, Филиппов в 1890 году написал и издал книгу «Хорваты и борьба их с Австрией» («Hrvati i njihova borba s Austrijom»). Книга вышла под псевдонимом «М. Д. Билайградский».
Михаил Филиппов — автор и редактор трёхтомного «Энциклопедического словаря» (СПб., 1901 г., издательство П. П. Сойкина). Выступал переводчиком трудов Дарвина и других зарубежных учёных на русский язык, а также трудов Менделеева на французский; являлся автором-биографом в серии ЖЗЛ.

### Научная деятельность

#### Физика
Занимался исследованиями миллиметровых электромагнитных волн и экспериментами по передаче энергии взрыва на расстояние (гипотетический луч Филиппова). Известно письмо учёного в редакцию газеты «Санкт-Петербургские ведомости», написанное накануне гибели:

«В ранней юности я прочёл у Бокля, что изобретение пороха сделало войны менее кровопролитными. С тех пор меня преследовала мысль о возможности такого изобретения, которое сделало бы войны почти невозможными. Как это ни удивительно, но на днях мною сделано открытие, практическая разработка которого фактически упразднит войну. Речь идёт об изобретённом мною способе электрической передачи на расстояние волны взрыва, причём, судя по применённому методу, передача эта возможна и на расстояние тысяч километров, так что, сделав взрыв в Петербурге, можно будет передать его действие в Константинополь. Способ изумительно прост и дёшев. Но при таком ведении войны на расстояниях, мною указанных, война фактически становится безумием и должна быть упразднена. Подробности я опубликую осенью в мемуарах Академии наук. Опыты замедляются необычайною опасностью применяемых веществ, частью весьма взрывчатых, как трёххлористый азот, частью крайне ядовитых».
Автор 300 научных работ. Заявленное научное открытие «луч Филиппова» легло в основу сюжета пьесы Ф. Фальковского «Чудесные лучи» (1907) и фильма «Охота на дьявола».

### Математика
В конце 1886 года Филиппов придумал особое обозначение, уподобляющее действия над алгебраическими формами действиям над числами, и изложил элементарные применения этого метода в брошюре «Упрощение основных алгебраических действий» (1886, 2 изд., СПб., 1887).

## Семья
Сын — Борис (1903—1991), советский театральный деятель, директор Центрального дома работников искусств и Центрального дома литераторов.

## Сочинения
- Паскаль, его жизнь и научно-философская деятельность. — СПб., 1891. — 78 с. — (Жизнь замечательных людей. Биографическая библиотека Ф. Павленкова).
- Леонардо да Винчи как художник, учёный и философ: Биографический очерк. — СПб., 1892. — 88 с. — (Жизнь замечательных людей. Биографическая библиотека Ф. Павленкова).
- Лейбниц, его жизнь и деятельность: общественная, научная и философская. / С портр. Лейбница, грав. в Лейпциге Геданом. — СПб., 1893. — 96 с., 1 л. фронт. (портр.) — (Жизнь замечательных людей. Биографическая библиотека Ф. Павленкова).
- Филиппов М. М. Этюды прошлого: Избранные очерки, научные работы, художественная проза, литературно-критические статьи. — М.: Издательство АН СССР, 1963.
- Филиппов М. М. Осажденный Севастополь. — М.: Современник, 1996. — 542 с. — (История Отечества в романах для детей).
- Филиппов М. М. История философии с древнейших времен. — С.-Петербург, 1911. — 321 с. — Издание Книгопродавца К. Н. Губинскаго